# Sidesting
Sidesting eller sidestik er en stikkende smerte, der kan ramme i begge sider af kroppen nedenfor ribbenene, og som opstår ved fysisk udfoldelse så som løb, hop, svømning og ridning.
Følgende sammenhænge gør sig gældende ved sidesting:
- Utrænede personer får sidesting oftere end trænede.
- Der er større tendens til sidesting i op til 3 timer efter at man har spist.

Man ved ikke præcis hvorfor sidesting opstår, men flere teorier oplistes på den engelsksprogede Wikipedia under Side stitch. Man mener i dag, at det er mellemgulvet som er årsagen til smerterne. Utrænede personer har generelt mindre vejrtrækningsevne end trænende personer, så nogle mener at der er en sammenhæng mellem vejrtrækning og sidesting.
Tidligere troede man at det havde med ilt og maven eller tarmene at gøre. Problemet var og er, at man ikke kan undersøge det, da man ikke kan bede folk om at få sidesting på kommando. Det er derfor svært at finde frem til årsagen. 
Ved meget hård træning kan man endvidere føle en smerte ved venstre armhule evt. op ad halsen. Dette kan skyldes hjertets kraftige pumpeaktivitet. (Det må endelig ikke forveksles med angina pectoris, der er smerter i hjertet. Disse kan dog også forplante sig ud i armen, men er mere stikkende.) Dette er forklaringen på at nogen siger at sidesting kun forekommer i venstre side.
Man troede tidligere at sidesting eller sidestik forekommer, når kroppen stiller krav til ekstra ilt, og hermed om ekstra erytrocytter, her kontrahere milten sig og pumper blod ud fra sit depot, denne kontraktion kan mærkes som sidesting. Dog er denne teori blevet afvist, da folk, der har fået fjernet milten, stadig kan opleve sidestik.